# Легенда о пламенном сердце
«Легенда о пламенном сердце» — советский мультипликационный фильм Творческого объединения художественной мультипликации студии «Киевнаучфильм» 1967 года. Патетическая сказка режиссёра Ирины Гурвич по мотивам повести Максима Горького «Старуха Изергиль» — о гордом Данко, отдавшем людям своё сердце.

## Сюжет
Жило в старину весёлое, смелое и сильное племя. Но пришли другие племена и прогнали их вглубь непроходимого леса. Надо было людям выйти из леса, но для этого были только две дороги: одна через ядовитые болота, а другая — обратно к злым и сильным врагам. Попытались они биться с врагом, но не одержали победу, а жёны и матери долго оплакивали погибших. Так и поселился в прежде смелых людях страх. Страх завладевал всеми, и подумали они пойти сдаться врагу и навсегда отдать свою волю в рабство.

Но появился молодой и красивый парень Данко, вызвавшийся перевести их через лес, чтобы стать свободными. Все согласились, чтобы Данко вёл их к новой жизни. И пошли они лесом и чем дальше шли, тем лес становился темнее. Люди устали и обессилели, но стыдясь этого, начали негодовать, что Данко завёл их так далеко. В злобе и гневе решили убить они юношу. Тогда Данко вырвал своё пылающее сердце и, освещая им дорогу, повёл людей за собой. Когда они вышли из леса в свободную степь, Данко упал и умер. Так отважный юноша отдал своё сердце людям, ничего не прося взамен.

## Создатели
| автор сценария   | Игорь Николаев                                                     |
| режиссёр         | Ирина Гурвич                                                       |
| композитор       | Борис Буевский                                                     |
| художники        | Радна Сахалтуев, Генрих Уманский, Адольф Педан, Александр Мартинец |
| оператор         | Франц Семянников                                                   |
| звукооператор    | Ирина Чефранова                                                    |
| текст читает     | О. Коваленко                                                       |
| ассистенты       | О. Малова, А. Назаренко, Иван Будз, О. Деряжная                    |
| редактор         | Тадеуш Павленко                                                    |
| директор картины | А. Коваленко                                                       |

## Награды
- 1969 — Премия за лучший фильм для юношества на зональном смотре в Ереване[2].